# Na Młynowej
Na Młynowej – słuchowisko radiowe emitowane na antenie Radia Białystok w latach 1994–2006, stworzone przez Wiesława Janickiego, w reżyserii Zdzisława Dąbrowskiego. Wyemitowanych zostało 621 odcinków.
Słuchowisko miało charakter satyry połączonej z codziennymi problemami ubranymi w gwarę podlaską, od dawna nieużywaną przez większość mieszkańców Podlasia.

## Początki sagi
Początki słuchowiska pamiętają rok 1994. 29 maja 1994 roku został wyemitowany pierwszy odcinek sagi na łamach Radia
Białystok. Początkowo słuchowisko było emitowane co dwa tygodnie, z czasem znalazło się w ramówce co siedem dni. Przez pierwsze kilkadziesiąt odcinków saga miała charakter dramatu, nie miała w sobie cech kabaretu, dopiero z czasem nastąpiła zmiana w stylu, który nabrał cech komedii.

## Charakter sagi
W słuchowisku akcja dzieje się w danym momencie nadawania. Długość odcinków przeważnie liczyła około 25 minut. W odróżnieniu od innych słuchowisk, gdzie cała fabuła rozgrywa się w jednym odcinku (kolejne odcinki mają mało wspólnego z poprzednim), słuchowisko Na Młynowej posiada fabułę ciągłą – kolejne odcinki były kontynuacją całej głównej opowieści.
Wyróżniająca cecha słuchowiska to używanie przez większość aktorów gwary podlaskiej. W regionie wyszła ona z powszechnego użycia, a młodemu pokoleniu jest całkowicie nieznana. Saga opowiada perypetie ludzi, którzy nie za bardzo potrafią odnaleźć się w dzisiejszych czasach, choć tematy poruszane w słuchowisku dotyczą spraw aktualnych: polityki, problemów ekonomicznych, sądownictwa. Na Młynowej przepełniona jest wieloma groteskami, śmiesznymi zwrotami akcji lub elementami komedii i kabaretu. Eklektyzm ten spowodował ciepłe przyjęcie słuchaczy.

## Głowni bohaterowie
Czesiek Tarasewicz (Marek Kotkowski)Główna postać w słuchowisku, gospodarz domu, w którym dzieje się akcja opowieści, mąż Lilki Tarasewicz. Z treści sagi wynika, że pracował niegdyś w kolejach państwowych, lecz nie jeździł dalej niż do Małkini. Postać niezwykle barwna, choć posługuje się gwarą. Jest osobą inteligentną, która zawsze zwietrzy jakiś przekręt wymyślony przez sąsiadów. W odcinkach zwykle negatywnie nastawiony do Załupy, Jadwigi Waluk oraz Adama Wasiluka.
Lila Tarasewicz (Ewa Kozłowska)Najważniejsza postać, zaraz po Cześku. Z treści sagi wynika, że kiedyś handlowała na rynku siennym. Przyjaźni się z Celiną Załupą. Ma brata Adama Wasiluka. Sprawia wrażenie osoby trochę podatnej na kłamstwa oraz sugestie innych osób. Ewa Kozłowska odgrywająca tę postać bardzo sprawnie posługuje się gwarą podlaską.
Załupa (Adam Zieleniecki)Franciszek Załupiński jest typowym polskim bezrobotnym. Ma wiele pomysłów na biznes, lecz także wiele biznesowych porażek. Przez większość sagi był partnerem Celiny Załupińskiej, w 500 odcinku wzięli huczny ślub. Znany jest z krętactwa oraz nieodpowiedzialności małżeńskiej. Wielokrotnie był posądzany o pijaństwo. W młodości miał kilka żon, jedną pojął "bo nie wiedział co robił", drugą "z głupoty", trzecią "ze względów tylko i wyłącznie politycznych".
Celina Załupińska (Dorota Stypułkowska-Wiszowata) Partnerka życiowa Załupy, przyjaciółka Lilki Tarasewicz. W słuchowisku przedstawiona jako kobieta inteligentna jak i doświadczona życiowo. Niegdyś miała wielu mężów.
Jadwiga WalukNiezwykle barwna i zabawna postać. Choć ma już swoje lata, jest przebiegłą, podstępną osobą. Jej najbardziej charakterystyczną cechą jest podsłuchiwanie Tarasewiczów. Mieszka w starej ruderze na ulicy Młynowej wraz ze swoim mężem rencistą "Zenkiem", głównym żywicielem domu.